# Гібіл
Гібіл — в Шумерській міфології бог вогню , син бога грози Ішкура та богині родючості Шали. У деяких версіях Енума Еліша про нього йдеться, що він був відповідальний за підтримку зброї в бойовій готовністі (загострював списи та стріли). Іноді як бог вогню, що очищає, іменується Очищувачем .
Гібіл був ковальських справ майстром і володів мудрістю, яку «жоден бог не міг перевершити».
У греко-римській міфології йому відповідає Гефест - Вулкан, в єгипетській - Птах.